# Scaevola amblyanthera
Scaevola amblyanthera är en tvåhjärtbladig växtart som beskrevs av Ferdinand von Mueller. Scaevola amblyanthera ingår i släktet Scaevola och familjen Goodeniaceae. Utöver nominatformen finns också underarten S. a. centralis.